# Ptica zlatoper
Ptica Zlatoper je literarni lik, ki natopa v istoimenski Trdinovi bajki.
Janez Trdina je obšel skoraj vse kraje Dolenjske in zbral veliko pravljic in zgodb (tudi Ptica Zlatoper) ter jih umetniško preoblikoval v skupno zaokroženo celoto pod naslovom Bajke in povesti o Gorjancih. Te so izhajale najprej v Ljubljanskem zvonu od leta 1882 do 1888. Pozneje so bajke izšle v knjižni izdaji zbranih spisov (1904-1908), po drugi svetovni vojni pa v zbirki zbrana dela slovenskih pisateljev in pesnikov v dvanajstih knjigah. V teh bajkah in povestih nastopajo bajeslovna bitja iz poganske in krščanske mitologije.

## Vsebina pravljice
Na Gorjancih je spodaj v skriti dolini stala mogočna bukev, v sredini silen hrast, zgoraj pa visoka in tanka breza. Največje čudo v tej dolini je bila ptica Zlatoper, ki si je naredila gnezdo na visoki brezi. Zlatoper so jo imenovali zato, ker je imela v desni peruti zlato pero, v tem peresu pa se je skrivala čudna moč. Kdor bi z njim napisal tri prošnje, bi se mu te izpolnile. Veliko junakov je poizkusilo splezati na brezo, da bi izpuknili ptici to dragoceno pero, vendar do gnezda ni priplezal nobeden. V dolini je bival mož, ki je poznal veliko skrivnosti, zato so k njemu hodili ljudje in ga spraševali, kako bi lahko prišli do zlatega peresa. Ta jim je povedal, da s koso in tremi svetniki. Ljudje teh besed niso razumeli in so mislili, da se iz njih norčuje. To je slišal tudi Podgorec Mihec, ki je takoj uganil kaj storiti. Ko je videl čudno drevo in nad njim belo meglico, je začel kositi in kosil je dan in noč, dokler ni pokosil vse senožeti po dolini in tudi nad dolino. Mrvo je navalil k drevesu, da je segala čez bukev in hrast gor do breze. Sedemkrat je plezal na brezo in sedemkrat mu je spodrsnilo. Vedno je padel na mehko mrvo in se zato ni poškodoval. Potem pa je Mihec pokleknil in molil svetnikom, ki varujejo Gorjance. Po molitvi začne plezati osmič in končno spleza do zaželenega gnezda ptice Zlatoperja. Ptica ga je počakala in si dala brez strahu izpukniti zlato pero. Mihec ves vesel in srečen vzame pero in odide domov. Od same sreče ni vedel, kaj bi počel in tako, ne da bi razmišljal, pisal cesarju, ki je bil najbolj mogočen na svetu, naj mu da svojo hčerko za ženo. Bila je grda, nagajiva in uboga, Mihcu je zapravila eno od dveh kmetij, ki jih je podedoval po očetu. Nato Mihec vzame v roko zlato pero in piše cesarju drugo prošnjo in sicer naj da svoji hčerki cesarsko doto, da bo lahko živela razkošno. Cesar mu prošnjo usliši in pošlje hčerki doto. Ta je plačala vse dolgove, a Mihcu ni hotela dati ničesar. Zasmehovala in zmerjala ga je. Spet je vzel v roko zlato pero in pisal cesarju svojo tretjo in poslednjo prošnjo in sicer naj vzame svojo hčer nazaj. Tudi to prošnjo mu cesar odobri. Odslej je Mihca vodila pamet in si tako našel drugo ženo, ki je bila lepa, pridna. Z njo je živel mirno, zadovoljno in srečno. Kmalu pa se je preselil v Belo krajino in s seboj vzel tudi zlato pero in ga na vso moč skrbno varoval. Pokazal in dal ga je sinu im mu rekel, naj bo pametnejši od njega, saj mu ta zlato pero lahko prinese srečo ali pa nesrečo. Sin je poslušal očetov nasvet in si tudi prigospodaril veliko premoženje. Tudi njegovi otroci in vnuki so bili pošteni in bistroumni.

## Analiza pravljice
- Pripovedovalec: vsevedni oziroma tretjeosebni
- Književni čas: neznan
- Dogajalni prostor: na Gorjancih
- Književne osebe:

- glavne: Mihec
- stranske: cesar, cesarična
- pravljične: ptica Zlatoper

- Slog:

- okrasni pridevki: mogočna bukev, silen hrast
- primera ali komparacija: nagajiva kakor škrat

- Motiv: motiv zlate ptice

## Motivno tematske povezave, primerjava z drugimi literarnimi deli
Motiv, ki ga je uporabil pisatelj v tej bajki, je zelo razširjen tudi pri drugih narodih. Na Slovenskem ga je pozneje uporabil tudi Oton Župančič (Zlata ptička).
Zlate ali rajske ptice označuje zlata barva. Predstavljajo nebesna bitja, ki čudovito pojejo ali pa ima njihovo perje čudežno moč. Motiv obeh ptic je zelo razširjen v ljudskem pripovedništvo in pa tudi v ljudskem pesništvu.
Nekaj slovenskih pravljic, kjer se pojavi motiv zlate ptice:
- Zlata ptica (ljudska pravljica),
- Rajska ptica (slovenska povest),
- Ivan Tomšič je pisal o čarobnem petju Zlate ptice,
- Iz Nove vasi na Blokah izhaja verzija Zlate ptice pri kateri ima perje zdravilno moč,
- Alojzij Bolhar je napisal najbolj poznano varianto Zlate ptice v knjigi Slovenske narodne pravljice.